# Synagoga Beit Rachel w Astanie
Synagoga Beit Rachel w Astanie (z hebr. Dom Racheli) – synagoga znajdująca się w Astanie, stolicy Kazachstanu. Jest największą synagogą w Azji Środkowej.
Synagoga została zbudowana w 2004 roku z inicjatywy Chabad-Lubawicz. Została uroczyście otwarta 7 września tego samego roku w obecności prezydenta Nursułtana Nazarbajewa, Naczelnego Aszkenazyjskiego Rabina Izraela Jony Metzgera, kazachskich rabinów, liderów organizacji żydowskich oraz innych licznie zaproszonych gości. Nazwa synagogi Beit Rachel została nadana na cześć matki Aleksandra Maszkiewicza, prezesa Euroazjatyckiego Kongresu Żydowskiego oraz Kazachskiego Kongresu Żydowskiego.
Wewnątrz budynku oprócz obszernej sali modlitw znajduje się również mykwa, muzeum, biblioteka, klasy szkółki żydowskiej, kuchnia koszerna ze stołówką, pokoje gościnne, przedszkole oraz biura kazachskiego rabinatu. Synagoga ma łączną powierzchnię wynoszącą 5600 m², a najwyższym punktem jest gwiazda Dawida, wieńcząca kopułę na wysokości 25 metrów.